# Хьёртсберг, Уильям
Уильям «Гетц» Хьёртсберг (часто Хьoртсберг, англ. William «Gatz» Hjortsberg) (род. 1941, Нью-Йорк — 22 апреля 2017, Ливингстон) — американский писатель и сценарист, известный в первую очередь романом «Падший ангел» (1978) и сценарием к фильму «Легенда».

## Биография
Родился Уильям Хьёртсберг 1941 года в Нью-Йорке. Окончил в 1962 году Дартмутский колледж. Потом учился в «Йельской школе драмы» и Стэнфордском университете.
В экспериментальном фантастическом романе «Серое вещество мозга» (Gray Matters, 1971) описана ироническая утопия, жители которого могут с помощью гигантского компьютера и собственных трансцендентальных усилий перевоплотиться в мистических «цереброморфов».
Интересной, хотя во многом и противоречивой, попыткой совместить научную фантастику, оккультную прозу и детектив стал роман 1978 года «Грешный ангел» («Падение Ангела»), дополнительную популярность которому принесла экстравагантная экранизация Алана Паркера «Сердце Ангела» (1987).

## Работы

### Художественные произведения
- Алп (1969)
- Серое вещество мозга[англ.] (1971)
- Симбиография (1973)
- Toro! Toro! Toro! (1974)
- Грешный ангел (1978)[5]
- Более никогда[англ.] (1994)
- Завтра (2015)

### Сценарии
- Гром и молния (1977)[6]
- Персики из штата Джорджия (ТВ, 1980)
- Легенда (1985)
- Сердце Ангела (1987)

### Документальные произведения
- William Hjortsberg. Юбилей автостопом: Жизнь и время Ричарда Бротигана = Jubilee hitchhiker : the life and times of Richard Brautigan. — Berkeley, CA: Counterpoint, 2012. — 852 с. — ISBN 978-1-58243-790-3.

## Транскрипция фамилии
Фамилия Hjortsberg — шведского происхождения, и на русский транслитерируется как Юртсберг. Для англоязычного писателя фамилия была переведена на русский как Хьёртсберг или Хьортсберг.